# Opius gliricidiae
Opius gliricidiae är en stekelart som beskrevs av Fischer 1966. Opius gliricidiae ingår i släktet Opius och familjen bracksteklar. Inga underarter finns listade i Catalogue of Life.